# Родригеш да Силва, Мануэл Бенту
Мануэ́л Бе́нту Родри́геш да Си́лва (порт. Manuel Bento Rodrigues da Silva; 25 декабря 1800, Вила-Нова-ди-Гая, Португалия — 26 сентября 1869, Лиссабон, Португалия) — португальский кардинал. Титулярный архиепископ Митилене и суффраган Лиссабона с 24 ноября 1845 по 15 марта 1852. Епископ-архиепископ Коимбры с 15 марта 1852 по 18 марта 1858. Десятый Патриарх Лиссабона с 18 марта 1858 по 26 сентября 1869. Кардинал-священник с 25 июня 1858.